# Sinus (exogeologi)
 For alternative betydninger, se Sinus. (Se også artikler, som begynder med Sinus)
Sinus er betegnelsen for en månebugt, hvilket er en landskabsform på Månen. Der er tale om en mindre udgave af et månehav med kendetegn svarende til månehavenes.
Der kendes følgende sinus:
- Sinus Aestuum
- Sinus Amoris
- Sinus Asperitatis
- Sinus Concordiae
- Sinus Fidei
- Sinus Honoris
- Sinus Iridum
- Sinus Lunicus
- Sinus Medii
- Sinus Roris
- Sinus Successus